# Zimbabwe African National Union
Zimbabwe African National Union, forkortet ZANU var et politisk parti under Rhodesias, og til slut Zimbabwes uafhængighed dannede som en splittelse fra ZAPU. Partiet vandt valgene i 1980 under Robert Mugabes lederskab. Otte år senere slog det sig igen sammen med Joshua Nkomos ZAPU og dannede ZANU-PF, dagens styrende parti i landet.